# Hesperolinon sharsmithiae
Hesperolinon sharsmithiae är en linväxtart som beskrevs av R.O'donnell. Hesperolinon sharsmithiae ingår i släktet Hesperolinon och familjen linväxter. Inga underarter finns listade i Catalogue of Life.